# Carsten Mohren
Carsten „Beathoven“ Mohren (* 20. Juli 1962; † 31. Januar 2017 in Berlin) war ein deutscher Musiker, Produzent, Keyboarder, Komponist und Tontechniker.

## Biografie
Mohren wuchs als Ziehsohn von Dieter Hertrampf und dessen Frau auf. Er erhielt mit acht Jahren Klavierunterricht. Sein Studium absolvierte er an der Hochschule für Musik „Hanns Eisler“ in Ost-Berlin.
Seine musikalische Laufbahn begann er bei der Band Taxi-Combo. Danach gründete er 1979 zusammen mit Joachim Kielpinski, André Herzberg, Alexander Schloussen und Jörg Skaba die Gaukler Rock Band. Das Ausscheiden von Frontmann André Herzberg, als Reaktion auf die Weigerung der anderen Mitglieder, das von Herzbergs Bruder verfasste Stück Hans Currywurst zu spielen, führte 1981 zur Auflösung der Band. Mohren trat anschließend der Band Die Freunde bei.
Danach wechselte er zur Band Christin D. 1984 ging Mohren zu Wolfgang Ziegler und Wir. Als Ziegler 1986 die Band verließ, um seine Solokarriere zu starten, wechselte Mohren zu Rockhaus. Als sich die Band 1998 auflöste, wechselte er zur Band von Dirk Michaelis.
1996 wirkte er bei der John-Silver-Produktion Zebisch – Die Grube ruft von Jürgen Ehle mit. Neben ihm waren an dem Projekt Jürgen Ehle, Georgi Gogow, Stefan Dohanetz, Tobias Morgenstern, Peter Michailow, Thomas Putensen und Frank Hultzsch beteiligt.
In Berlin und Bremen wirkte er bei The Sound of Shakespeare & Rock n Roll mit. Weiterhin wirkte er bei Glam Slam und beim Grips-Theater in Berlin mit, wo er George Kranz kennenlernte, mit dem er später ein Tonstudio eröffnete.
Mohren war aktives Mitglied der Band Die Ossis, zusammen mit Acki Noack, der von 1995 bis 1996 bei Rockhaus war, Heinz Haberstroh, einem der Gründungsmitglieder von Rockhaus, Henne Körbs von Scirocco und Bert Eulitz von Pom Fritz, und auch deren Produzent. Ebenfalls wirkte er bei One Mans Trash feat. Jimi Jamison mit. Mohren war Produzent in verschiedenen deutschen Städten sowie in Miami und San Francisco und im eigenen Studio Metropolyx.
Rockhaus blieb er seit seinem Eintritt 1986 treu und tourte bis 1989 und 2005, 2006, 2009, 2012, 2015 und 2016 mit der Band durch Deutschland.
Mohren hatte eine Tochter (* 2007).
Am 22. November 2016 gab Mohren bekannt, dass er unheilbar an Krebs erkrankt ist. Er starb am 31. Januar 2017 im Helios Klinikum Berlin-Buch.

## Weitere Projekte

### Eigene Projekte
- Casi Mosi (1984)[6] zusammen mit Marion Sprawe

### Produzent
- Perl
- Dirk Michaelis
- Rockhaus
- Puhdys
- Karat; CD: Licht und Schatten (Keyboard, Programming)
- Bunny Rugs, der Sänger der Band Third World, zusammen mit George Kranz in Miami
- Grips-Theater
- The Walt Disney Company

### Komponist
- Rockhaus
- Puhdys[7]
- Karat
- Wolfgang Ziegler[8]
- Die Polizeii
- Auftragsarbeiten für Grips-Theater, AEG und RWE

### Mitwirkung
- Mama Blues Project[9]
- Regina Thoss[10]
- LP Liebe pur (1988) mit Hertrampf, Kramer, Hassbecker, Rasym, Scharfschwerdt, York und Bicking[11]
- LP Irgendwo von Ralf Bursy (1990) – Keyboard
- CD Die Grube ruft (1996) mit Ehle, Zebisch, Michailow und Dohanetz – Keyboard und Produktion